# بيدرو سوتو
بيدرو سوتو (بالإسبانية: Pedro Soto)‏ (22 أكتوبر 1952 في المكسيك - ) هو لاعب كرة قدم مكسيكي في مركز حراسة المرمى، شارك في كأس العالم 1978. وشارك مع منتخب المكسيك لكرة القدم. أما مع النوادي، فقد لعب مع نادي أمريكا ونادي بويبلا ونادي لاجونا ‏ وأتليتاس كامبيسينوس ‏.

## وصلات خارجية
- بيدرو سوتو على موقع الاتحاد الدولي (مؤرشف)  (الإنجليزية)
- بيدرو سوتو على موقع قاعدة بيانات كرة القدم.إي يو (الإنجليزية)
- بيدرو سوتو على موقع ناشيونال فوتبول تيمز (الإنجليزية)
- بيدرو سوتو على موقع عالم كرة القدم.نت (الإنجليزية)